# 赛义夫·伊斯兰·卡扎菲
赛义夫·伊斯兰·穆阿迈尔·卡扎菲（阿拉伯语：‎，1972年6月25日—）是利比亚一位工程師、政治家，为利比亚前领导人穆阿迈尔·卡扎菲的二子，是卡扎菲第二任妻子薩菲亞·法卡許所生的第一胎。自2011年6月被國際刑事法院指控犯下危害人類罪後持續遭通緝，外界認為被利比亞政府關押在某處，不時傳出獲釋消息。

## 简介
他曾赴瑞士、奥地利、英国等国留学，1994年在的黎波里法塔赫大学获得工程科学学士学位，2000年在奥地利维也纳获得MBA学位，2008年被授予伦敦经济学院博士学位。赛义夫能说一口流利的英语、德语和法语，深受西方思维方式和生活习惯的影响，在绘画上也有成就。现为利比亚卡扎菲慈善基金会主席，他也是卡扎菲最信任最器重的子女，被认为是穆阿迈尔·卡扎菲的接班人，但他並沒有證實。

## 利比亞內戰
在2011年利比亞內戰中，赛义夫一直扮演重要角色，並率領格達費的支持者打擊反對派。2011年6月27日，格達費、赛义夫以及情报部门阿卜杜拉·塞努西被国际刑事法院以“反人类罪”的罪名被通缉。同年8月21日，利比亞國民解放軍聲稱赛义夫已被逮捕；二天後的清晨，他出面向西方記者表示自己行動自由，未被逮捕；至8月下旬的黎波里被攻克后，他逃往拜尼沃利德继续指挥战斗。10月20日，其父在苏尔特被击毙后，外界不清楚赛义夫的具体下落，有报道指稱他已经逃到尼日尔。

## 逮捕受审
2011年11月19日，利比亚过渡委宣布，执政当局武装在利比亚南部塞卜哈地区的小镇奥巴里成功抓获卡扎菲次子赛义夫，他的手上包着绷带（認為是在北约一次空袭中炸伤的），落网时他正试图与数名随从逃往邻国尼日尔。利过渡委执委会主席阿卜杜勒·凯卜在利比亚南部城市津坦说：“今天对所有利比亚人来说是一个历史性的时刻，赛义夫落网是对我们过去数个月内所付出努力的回报”，“我向所有利比亚人民和国际社会保证，赛义夫及其追随者将受到公正的审判”。
此后，赛义夫一直被武装组织扣押在的黎波里西北的一个小镇Zintan。2015年7月28日，赛义夫遭到利比亚法庭的审判，他并未出庭受审，而是通过视频向法庭供述。他同前卡扎菲政权总理巴格达迪·马哈茂迪、前情报部门负责人阿卜杜拉·塞努西等其他8名高官一起，被指控在利比亚革命期间通过国家机器、安全部的实施谋杀、处决等罪行，以危害人类罪、战争罪被判处死刑。
2017年6月9日，利比亞武裝組織阿布-伯克爾營釋放獲得東部政府赦免的賽義夫。2019年，国际刑事法院一位检察官表示，赛义夫·伊斯兰本人位於津坦。2021年8月13日，利比亚当局对赛义夫·伊斯兰·卡扎菲发出逮捕令，通缉理由是他涉嫌与俄罗斯雇佣军有联系。同年11月13日，赛义夫·伊斯兰登记竞选利比亚总统；11月17日，赛义夫·伊斯兰開設推特账户，发文呼吁利比亚民众参加选举，但該账户開設数小时后被关闭。